# Vasile Ardeleanu
Vasile Maricel Ardeleanu (n. 5 februarie 1974, Bacău, România – d. 16 ianuarie 2025, Filipești, Bacău, România) a fost un fotbalist profesionist român care a jucat ca fundaș central la cluburi precum FCM Bacău, Acord Focșani, FC Onești sau FC Vaslui.

## Carieră
Ardeleanu a jucat aproape toată cariera la FCM Bacău, fiind unul dintre jucătorii de perspectivă ai clubului moldovean. În 1999, cariera lui Ardeleanu a luat o întorsătură negativă după un fault de groază făcut de Marius Lăcătuș în minutul 13 al unui meci dintre Steaua București și FCM Bacău. Diagnosticul medicilor a fost „dublă fractură transversală de tibie și peroneu, plus ruptură de ligamente” și, deși sfârșitul carierei sale era anticipat, Ardeleanu a revenit pe teren un an mai târziu, jucând la FC Onești, împrumutat de la FCM Bacău.
Chiar dacă și-a revenit complet, așa cum însuși Ardeleanu a recunoscut ani mai târziu, lucrurile s-au schimbat: După accidentul din 1999 m-am apucat de fumat. Am ajuns rapid la 120 de kilograme, dar apoi am scăpat de 40 de kilograme într-o lună. După câteva apariții sporadice la FC Onești și FCM Bacău, Ardeleanu s-a retras doar câțiva ani mai târziu, în 2005, la 31 de ani.

## Viața personală
Ardeleanu locuia în satul Cârligi, comuna Filipești, unde lucra ca zilier și joaca sporadic la echipa de amatori a comunei AS Filipești.

## Onoruri
FCM Bacău
- Cupa Ligii : 1998